# 1483
| 1483               |
| ------------------ |
| Dødsfald - Fødsler |
|                    |

| Gregoriansk kalender | 1483 MCDLXXXIII         |
| Ab urbe condita      | 2236                    |
| Armensk kalender     | 932 ԹՎ ՋԼԲ              |
| Kinesiske kalender   | 4179 – 4180 壬寅 – 癸卯 |
| Etiopisk kalender    | 1475 – 1476             |
| Jødisk kalender      | 5243 – 5244             |
| Hindukalendere       |                         |
| - Vikram Samvat      | 1538 – 1539             |
| - Shaka Samvat       | 1405 – 1406             |
| - Kali Yuga          | 4584 – 4585             |
| Iransk kalender      | 861 – 862               |
| Islamisk kalender    | 888 – 889               |

Konge i Danmark: Hans 1481-1513
Se også 1483 (tal)

## Begivenheder
- 14. maj - Karl 8. af Frankrig krones
- 9. august - Det Sixtinske Kapel i Vatikanet tages i brug
- 24. september - ved en defenestration i Prag kastes katolske rådmænd ud af vinduerne på byens rådhuse
- Kong Hans' Håndfæstning[1]

## Født
- 6. april – Raphael, italiensk maler (død 1520).
- 10. november – Martin Luther